# Gentle Giant
Gentle Giant var en britisk progressiv rockgruppe dannet af brødrene Phil, Derek og Ray Shulman, efter at de først havde haft popgruppen Simon Dupree & the Big Sound. De andre musikere i Gentle Giant var John Weathers, Gary Green og Kerry Minnear. Gruppen blev dannet i 1970, hvor de også udsendte deres debutalbum, og de udsendte ca. et album om året frem til deres opløsning i 1980.
Gentle Giants musik var ganske kompleks, men også eksperimenterende, såvel vokalt som instrumentalt, samtidig med at deres musik alligevel ofte var iørefaldende. Der brugtes elementer fra rock, blues, jazz, og middelalder/renæssance, og anvendtes f.eks. kontrapunkt, polyfoni, synkoper, samt instrumenter som f.eks. blokfløjte, violin og cello. Et af deres numre: "Knots" var inspireret af madrigal sang og andre som "No God's a Man" og "On Reflection" af fuga eller kanon formen. Desuden brugte de hyppige skift af toneart eller tempo.
Musikken blev normalt komponeret af Ray Shulman og Kerry Minnear, hvorimod gruppens tekster blev skrevet af Derek Shulman.
Efter opløsningen er gruppen aldrig blevet gendannet, og ingen af gruppens medlemmer har siden været særligt kendt i offentligheden,
hvilket betyder at gruppen er temmelig ukendt i dag, i forhold til andre progressive grupper som f.eks. Yes, Genesis, eller Supertramp. Gruppen havde heller ingen hits, og bliver derfor ikke spillet i radioen i dag. De har dog formået at inspirere en del andre progressive grupper som f.eks. Et Cetera, Yezda Urfa eller Spock's Beard.
I de senere år har Gary Green og Malcolm Mortimore haft kopi-bandet "Three Friends", som spiller Gentle Giant numre.

## Medlemmer
Medlemmer af den klassiske besætning i Gentle Giant er skrevet med fed skrift.
- Derek Shulman - lead vocals, saxofon, keyboards, bas, trommer, percussion, "Shulberry" (3-strenget electrisk ukulele[1]) (1970–1980)
- Ray Shulman - bas, trompet, violin, vocals, viola, trommer, percussion, guitar (1970–1980)
- Kerry Minnear - keyboards, Moog synthesizer, lead vocals (kun på plade), cello, vibrafon, xylofon, guitar, bas, trommer (1970–1980)
- Gary Green - guitar, mandolin, vocals, bas, trommer, xylofon (1970–1980)
- Phil Shulman - lead vocals, saxofon, trompet, clarinet, percussion (1970–72)
- Martin Smith - trommer, percussion (1970–1971)
- Malcolm Mortimore - trommer, percussion (1971–1972)
- John "Pugwash" Weathers - trommer, percussion, vibrafon, xylofon, vocals, guitar (1972–1980)

## Diskografi
Diskografi for Gentle Giant forefindes på gruppens officielle hjemmeside.

### Studiealbums
- Gentle Giant (1970), Vertigo
- Acquiring the Taste (1971), Vertigo
- Three Friends (1972) (#197 US), Vertigo, Columbia
- Octopus (1972) (#170 US) Vertigo, Columbia
- In a Glass House (1973), Vertigo/WWA
- The Power and the Glory (1974) (#78 US), Vertigo/WWA, Capitol
- Free Hand (1975) (#48 US), Chrysalis, Capitol
- Interview (1976) (#137 US), Chrysalis, Capitol
- The Missing Piece (1977) (#81 US), Chrysalis, Capitol
- Giant for a Day! (1978), Chrysalis, Capitol
- Civilian (1980) (#203 US), Chrysalis, Capitol

### Liveoptagelser
- Playing the Fool - The Official Live (1977) (#89 US), Chrysalis, Capitol; recorded (au naturel) on European tour, September to October 1976
- In Concert (1994), recorded at the Golders Green Hippodrome, London, 5 January 1978
- Out of the Woods: The BBC Sessions (1996, re-released in 2000 under the name Totally Out of the Woods with additional tracks)
- The Last Steps (1996, re-released in 2003), recorded at the Roxy Theater, Los Angeles, 16 June 1980
- Out of the Fire: The BBC Concerts from 1973 & 1978 (1998)
- King Biscuit Flower Hour Presents (1998), recorded at the Academy of Music, New York City, 18 January 1975
- Live Rome 1974 (2000), recorded at the PalaEur in Rom, Italien, 26 November 1974
- In'terview in Concert (2000), recorded at Hempstead, New York, 7 March 1976
- In a Palesport House (2001), recorded at Palazzo dello Sport, Rome, 3 January 1973
- Artistically Cryme (2002), recorded at Olympen, Lund, Sverige, 19 September 1976
- Endless Life (2002), recorded at Music Hall, White Plains, NY, 3 October 1975 and at Community Theatre, Berkeley, CA, 28 October 1975
- The Missing Face (2002), recorded at the Ballroom, Cleveland, OH, November 1977
- Prologue (2003), recorded at the Münsterlandhalle, Münster, Tyskland, 5 April 1974 and at the Spectrum, Philadelphia, Pennsylvania, 10 October 1975
- Playing the Cleveland (2004), recorded at the Agora Ballroom, Cleveland, 27 January 1975 and at Academy of Music, New York, 5 November 1975
- Live in New York 1975 (2005), recorded at Music Hall, White Plains NY, 3 October 1975
- Live in Santa Monica 1975 (2005)
- Live in Stockholm '75 (2009), recorded at Club Karen (Karhuset), Stockholms Universitet, 12 November 1975

### Opsamlingsalbum
- Giant Steps - The First Five Years (1975)
- Pretentious - For The Sake Of It (1977)
- Champions Of Rock (1996)
- Edge of Twilight (1996)
- Under Construction (1997)
- Scraping the Barrel (2004)
- I Lost My Head - The Chrysalis Years (2012)

## Film/DVD
- Giant on the Box (DVD, 2004)
- Giant on the Box - Deluxe Edition (DVD + CD, 2005)
- GG at the GG - Sight and Sound in Concert (DVD + CD, 2006)